# Tahmasp Ier
Tahmasp Ier (en persan : شاه تهماسپ یکم / Šâh Tahmâsp-e Yekom), né le 22 février 1514 et mort le 14 mai 1576, fils du chah Ismaïl Ier, est le deuxième chah de la dynastie des séfévides. Il règne sur la Perse entre 1524 et 1576. Peu connu, car régnant entre deux chah plus prestigieux que lui, il a cependant le mérite de parvenir à maintenir l'État fragile et récent créé par son père, en luttant contre les Ottomans à l'Ouest et contre les Chaybanides, à l'Est. C'est également au début de son règne (en 933 AH) que la majorité des zaïdites du Tabaristan se convertissent au chiisme duodécimain.

## Jeunesse
Tahmasp (persan : تهماسب) monte sur le trône à l'âge de dix ans. Le début de son règne a été marqué par des luttes de faction. Jusqu'en 1530 en effet, il fut soumis au bon vouloir des tribus turcomanes ralliées, les Kizilbach (ou Qizilbashs), qui se rebellèrent à plusieurs reprises.
En 1528, il doit affronter le soulèvement de l'émir de Bagdad, Zu'l-Faqar, qu'il fera exécuter une année plus tard. En 1533, il prend définitivement l'ascendant sur les Kizilbach en faisant exécuter le Khan d'Husayn.

## Situation à l'ouest
En 1534, il pratique la politique de la terre brûlée contre les Ottomans qui cherchent à conquérir l'Azerbaïdjan, réussissant ainsi à les tenir en échec. Les Ottomans avaient essayé de profiter de la révolte du Khorassan. Il dut aussi affronter le soulèvement de ses deux frères, Sam Mirza en 1534 et Alkass Mirza en 1548, qui tentèrent chacun de livrer l'Azerbaïdjan aux Ottomans.
Entre 1540 et 1555, il entreprend quatre campagnes militaires dans le Caucase, faisant des dizaines de milliers de prisonniers (30 000 rien qu'entre 1553 et 1554).
En 1548, il fait déplacer la capitale de Tabriz à Qazvin, située plus loin des tribus turcomanes et en territoire iranien. Il remplaça également progressivement les Kizilbach dans les hautes fonctions de l'État par des Iraniens ou des Caucasiens, plus dévoués à l'État safavide. Le pavillon Tchehel Sotoun de Qazvin est un beau témoignage de sa présence dans la ville dont il a fait sa capitale.
En 1555, le premier accord de paix entre l'Empire séfevide et l'Empire ottoman est signé, inaugurant une période de paix de 30 ans.

## Situation à l'est
En 1528, Hérat est assiégée par le chah ouzbek Ubaid-Allah Shah, qui fut défait par les Séfévides à Jam le 24 septembre, les Chaybanides ne disposant pas d'artillerie. En 1530, les Chaybanides arrivèrent à s'emparer brièvement d'Hérat, mais durent l'abandonner à nouveau. Tahmasp nomma alors son frère, Bahram Mirza, à la tête de la province. Tahmasp reçoit en 1542 Humâyûn, second empereur moghol, à sa cour, à la suite de sa défaite contre Sher Shah Suri, qui fonde la dynastie pachtoune Suri. Le chah soutient militairement Humâyûn, qui parvient à s'emparer à nouveau de Kandahar, Peshawar, Lahore puis Delhi, retrouvant son trône après 15 ans d'exil.

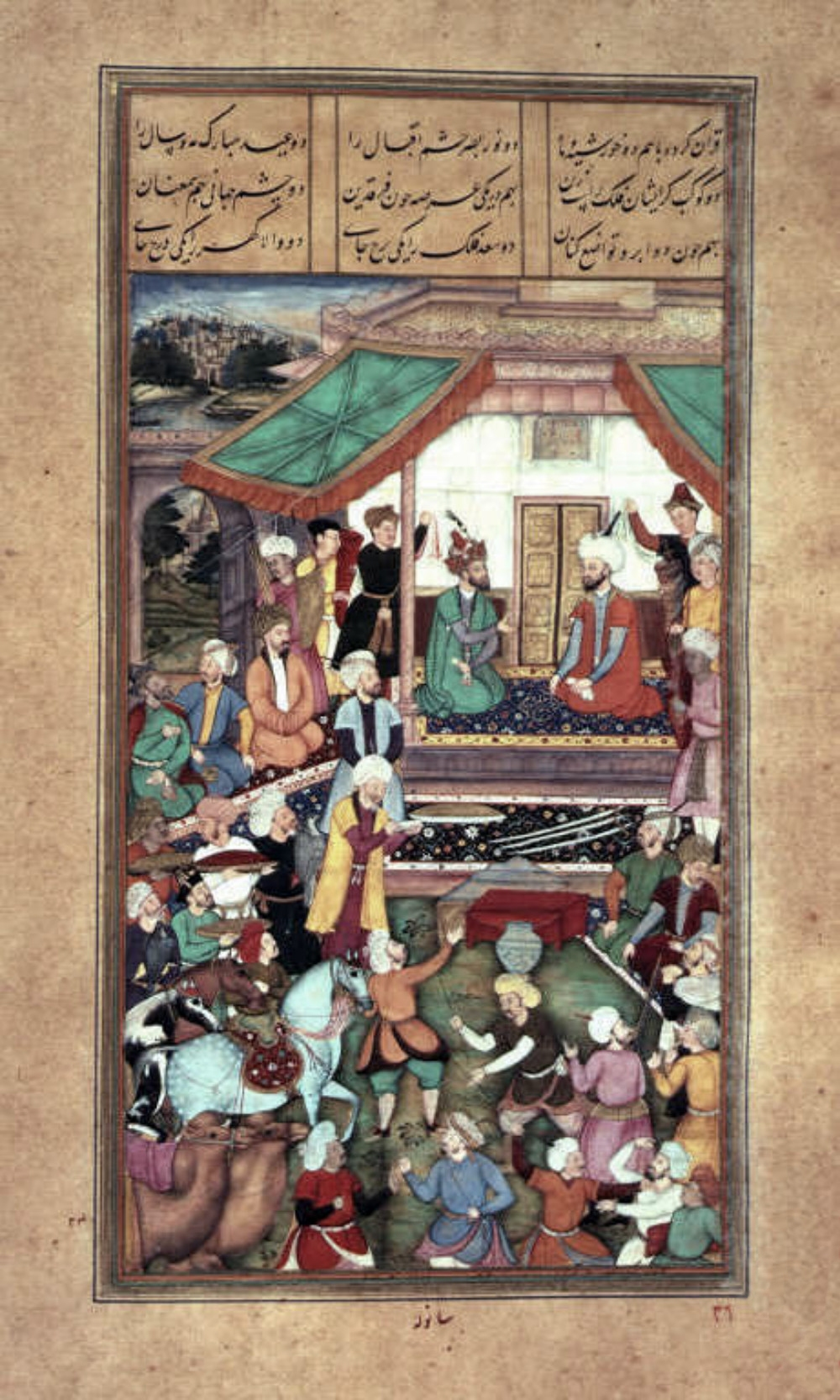
Tahmasp et Humâyûn

## Fin de règne
Sa mort, le 14 mai 1576, marquera le début d'une nouvelle période de troubles en Perse (Iran). Son fils Ismaïl II lui succède après une lutte fratricide.

## Unions et postérité
Shah Thamasp eut quatre femmes, outre sa cousine germaine du côté maternel, une princesse turcomane des Aq Qoyunlu, il épousa une princesse circassienne et deux filles du prince géorgien Ottar Chalikachvili : Sultanzada Khanum et Zohra Bachi Khanum. Il eut douze fils et huit filles :
- Mohammad Khodabandeh[note 1]
- Ismaïl II[note 1]
- Shahzadi Pari Khan Khanum née en 1545, assassinée à Qazvin le 17 février 1578[note 2].
- Shahzada Sulaiman Mirza, né en 1555, tué le 2 novembre 1576 sur ordre de son demi-frère Ismaïl II
- Shahzada Haidar Mirza[note 3], né en 1555, prince héritier, il est proclamé Chah par ses partisans, mais il est tué le 14 mai 1576 sur ordre de son demi-frère Ismaïl II
- Shahzada Mustafa Mirza[note 4], né en 1557, tué le 2 novembre 1576 sur ordre de son demi-frère Ismaïl II
- Shahzada Iman Qouli Mirza Ier[note 4], né en 1562, tué le 24 février 1577 sur ordre de son demi-frère Ismaïl II
- Shahzada Iman Qouli Mirza II né en 1564, tué le 24 février 1577 sur ordre de son demi-frère Ismaïl II
- Shahzada Sultan Ali Mirza né en 1563, aveuglé et emprisonné à Alamout par Abbas Ier
- Shahzada Sultan Mahmud Mirza né en 1569, tué le 24 février 1577 sur ordre de son demi-frère Ismaïl II
- Shahzadi Gauhar Sultan Begoum épouse en 1555 son cousin, Sultan Ibrahim Mirza tué le 24 février 1577 sur ordre de son beau-frère Ismaïl II.